# Kimberley Cazeau
Kimberley Cazeau (Albi, 5 agosto 1993) è una calciatrice francese, attaccante dell'Albi Marssac.

## Palmarès
- Campionato francese di seconda divisione: 1

ASPTT Albi: 2013-2014